# Serrat de Puigvaquer
El Serrat de Puigvaquer és una muntanya de 504 metres que es troba al municipi de Gurb, a la comarca d'Osona.
El turó està situat a uns 600 metres del riu Ter, prop de l'aiguabarreig amb el Gurri, i a la mateixa distància de la carretera B-522. El punts geogràfics més rellevants en aproximadament 1 km a la rodona són el Serrat de l'Horta (478 m), el Serrat de Vilagelans (477 m.), el Serrat de Carboneres (479 m) i el Puigsabró (504 m), on hi trobem ubicat un vèrtex geodèsic.